# Coelichneumon dubius
Coelichneumon dubius är en stekelart som först beskrevs av Peter Friedrich Ludwig Tischbein 1876.  Coelichneumon dubius ingår i släktet Coelichneumon och familjen brokparasitsteklar. Arten är reproducerande i Sverige. Inga underarter finns listade i Catalogue of Life.